# Гостинін

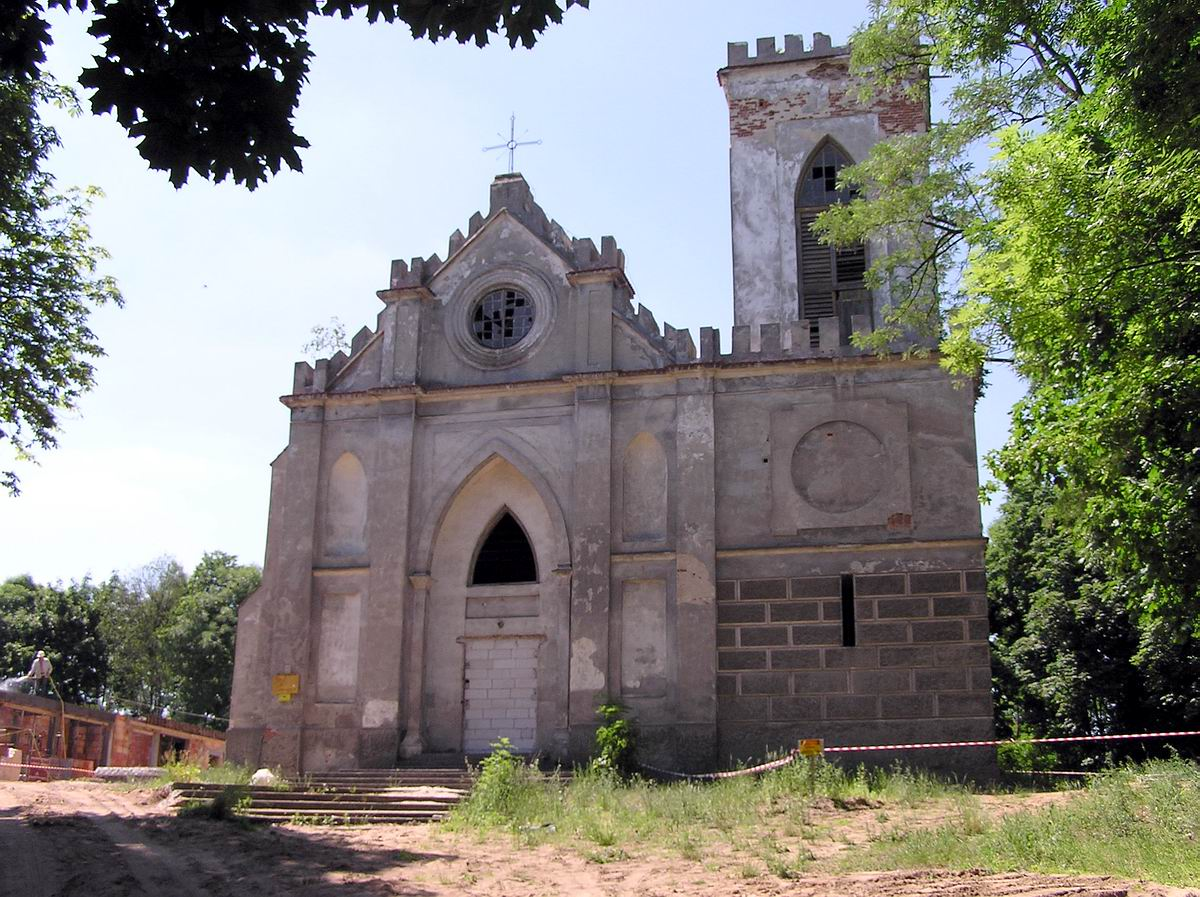
Гостинін: замок перебудований в костел під час реконструкції замку

Гости́нін (пол. Gostynin) — місто в центральній Польщі.
Адміністративний центр Гостинінського повіту Мазовецького воєводства.

## Історія
За сприяння старости Кшиштофа Шидловєцького було відбудовано замок. Пізніше, за даними опису (люстрації) 1564 року, був у незадовільному стані, після відновлення став місцем ув'язнення царя-московита В. Шуйського 1611 року.

## Демографія
Демографічна структура станом на 31 березня 2011 року:
|          | Загалом | Допрацездатний вік | Працездатний вік | Постпрацездатний вік |
| -------- | ------- | ------------------ | ---------------- | -------------------- |
| Чоловіки | 9230    | 1802               | 6488             | 940                  |
| Жінки    | 10114   | 1617               | 6107             | 2390                 |
| Разом    | 19344   | 3419               | 12595            | 3330                 |

## Відомі люди
- Василь IV Шуйський — цар Московії, помер у полоні у місцевому замку.

### Гостинінські старости
- Ян Кантій Мошинський, батько Августа Мошинського
- Барбара Квятковська-Лясс (1940—1995) — польська танцюристка і кіноакторка.